# Прапор Соломонових Островів
Державний прапор Соломонових Островів  — прийнятий 18 листопада 1977 року. Дизайн прапора розроблений новозеландцем Джоном Хазелдайном (англ. John Hazeldine).

## Опис і символіка
Державний прапор Соломонових Островів має вигляд прямокутного полотнища із жовтою смугою, що тягнеться від нижнього лівого кута прапора по діагоналі у верхній правий кут. Верхній прямокутний трикутник забарвлений у синій колір, а нижній — у зелений. У верхньому лівому кутку знаходиться зображення п'яти рівних за розміром п'ятипроменевих зірок білого кольору.
Кольори мають таке значення:
- Синій колір символізує внутрішні води й навколишній океан.
- Зелений колір уособлює родючу землю країни.
- Жовтий колір символізує сонячне світло.[3]

П'ять зірочок символізують п'ять початкових провінцій країни (згодом їх число збільшилося).

## Інші прапори

Цивільний морський і торговельний прапор.Пропорції: 1:2.
Державний морський прапор. Пропорції: 1:2.
Військово-морський прапор. Пропорції: 1:2.

## Історичні прапори
Британський протекторат над Соломоновими островами був встановлений в 1893 році. Введений прапор був типовим для британських колоній. Він мав вигляд синього полотнища, у верхньому лівому куті якого перебував прапор Великої Британії, а в правій частині — герб протекторату (на ньому була зображена корона і напис «British Solomon Islands»).
У 1947 році був введений новий прапор: на ньому було змінено зображення герба (тепер на гербі було зображено стилізовану чорно-білу морську черепаху на червоному тлі). Цей прапор використовувався до 1956 року. На черговому прапорі знову був змінений герб: на щиті з'явилися зображення орла, черепахи, лева, фрегата і різноманітних місцевих озброєнь.
Сучасний варіант герба був прийнятий в 1977 році, за рік до здобуття незалежності від Великої Британії.